# Rex Hartwig
Rex Noel Hartwig (Culcairn, 2 de setembro de 1929 — 30 de dezembro de 2022) foi um ex-tenista profissional australiano.
Rex Hartwig foi campeão de Grand Slam em duplas, por quatro vezes.